# Sultan Amir Ahmad-badhuis

Interieur van het Sultan Amir Ahmad-badhuis

Sultan Amir Ahmad-badhuis (Perzisch: حمام سلطان امیر احمد, Hammam-e Sultan Amir Ahmad), ook bekend als de Qasemi-badhuis, is een traditioneel Iraans openbaar badhuis (hamam) in Kashan (Iran). Het werd gebouwd in de 16e eeuw, tijdens het Safawidentijdperk. Het badhuis werd beschadigd in 1778 als gevolg van een aardbeving en tijdens het Kadjarentijdperk is het gerenoveerd. Het badhuis is vernoemd naar Imamzadeh Sultan Amir Ahmad, wiens mausoleum hier vlakbij is.
Het badhuis, met een oppervlakte van ongeveer 1000 vierkante meter, bestaat uit twee grote delen, namelijk Sarbineh (de kleedruimte) en Garmkhaneh (de verwarmde badruimte). Sarbineh is een grote achthoekige zaal, met een achthoekig waterbassin in het midden, door 8 pilaren van het buitenste gedeelte gescheiden. Er zijn 4 pilaren in Garmkhaneh, waar in het buitenste gedeelte kleinere badruimtes zijn en in het midden de hoofdbadruimte. Het interieur van het badhuis is versierd met turkoois en goud tegelwerk, stucwerk, metselwerk evenals artistieke beschilderingen. Het dak van het badhuis bestaat uit meerdere koepels die convexe glazen bevatten om voldoende verlichting te bieden in het badhuis.